# Fumi Matsuda

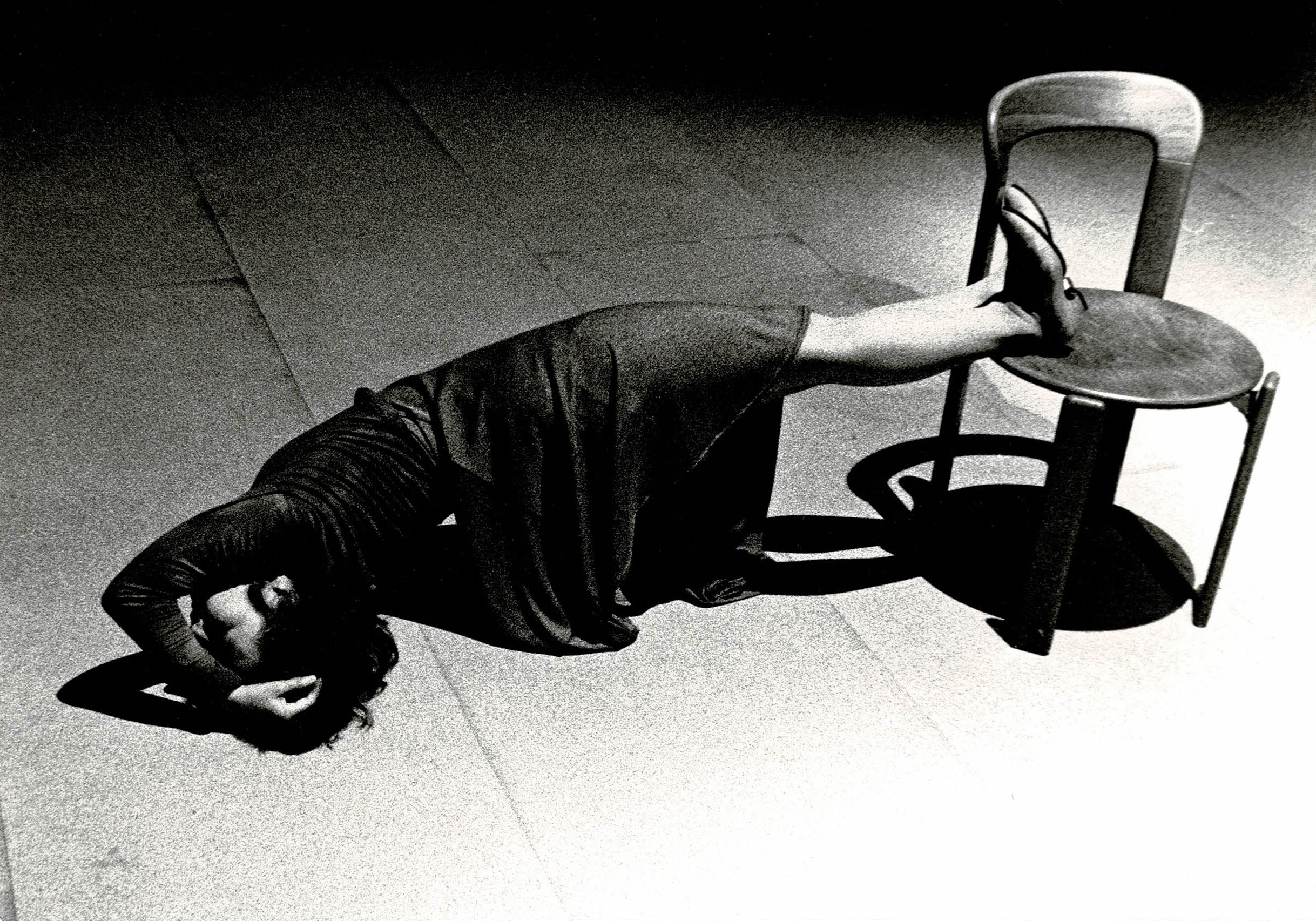
Tanztheater Fumi Matsuda

Fumi Matsuda (japanisch 松田 扶美 Matsuda Fumi; * 21. Februar 1943 in Sapporo) ist eine japanisch-schweizerische Tänzerin, Choreografin, Pädagogin und Autorin.

## Leben und Werk
Fumi Matsuda machte eine Ausbildung zur Turn- und Tanzpädagogin an Hochschulen in Sapporo und Tokio, u. a. in «Modern Creative Dance» bei Professor Takaya Eguchi, einem Tokioter Schüler von Mary Wigman. Weitere Tanzausbildungen absolvierte sie am Laban Center London und bei Evelyn Rigotti in Wattwil. Sie lebt seit 1974 in Zürich, wo sie als Tänzerin, Choreografin und Pädagogin arbeitet. Von 1977 bis 1979 war sie Mitglied des Tanzensembles Choreo 77. 1977 und 1978 hatte sie Auftritte im Tanzforum Zürich von Claude Perrottet.